# Punchbowl, New South Wales
Punchbowl este o suburbie în Sydney, Australia.